# Niall Macpherson, 1. Baron Drumalbyn
Niall Malcolm Stewart Macpherson, 1. Baron Drumalbyn, KBE, PC (* 3. August 1908; † 11. Oktober 1987) war ein britischer Politiker der Conservative Party, der zwischen 1945 und 1963 Abgeordneter des Unterhauses (House of Commons) sowie von 1962 bis 1963 Minister für Pensionen und Nationalversicherung war. Nach seinem Ausscheiden aus dem Unterhaus wurde er 1963 als 1. Baron Drumalbyn, of Whitesands, in the County of Dumfries, in den Adelsstand der Peerage of the United Kingdom erhoben und war dadurch bis zu seinem Tode Mitglied des Oberhauses (House of Lords). Er fungierte zudem zwischen 1970 und 1974 als Minister ohne Geschäftsbereich.

## Leben

### Familiäre Herkunft, Studium und Zweiter Weltkrieg
Niall Malcolm Stewart Macpherson war das vierte von sieben Kindern des Juristen Sir Thomas Stewart Macpherson, der in Britisch-Indien als Richter sowie von 1930 bis 1933 als Vizekanzler der Patna University tätig war, sowie dessen Ehefrau Helen Cameron. Zu seinen Geschwistern gehörte sein älterer Bruder George Philip „Phil“ Stewart Macpherson, der zwischen 1922 und 1932 in der schottischen Rugby-Nationalmannschaft spielte und während des Zweiten Weltkrieges als Offizier der Royal Scots zum Brigadegeneral befördert wurde. Ein jüngerer Bruder, Archibald Ian Stewart Macpherson, diente als Oberstleutnant im Royal Army Medical Corps (RAMC). Ein weiterer jüngerer Bruder war Ronald Thomas „Tommy“ Stewart Macpherson of Biallid, der als Offizier des No. 11 (Scottish) Commando ebenfalls im Zweiten Weltkrieg diente und für seine Tapferkeit sowie militärischen Verdienste das Military Cross mit zwei Spangen (Bars) erhielt. Ein Onkel und Bruder seines Vaters war James Ian Macpherson, der zwischen 1911 und 1935 für die Liberal Party ebenfalls Unterhausabgeordneter, von 1919 bis 1920 Chief Secretary for Ireland sowie zwischen 1920 und 1922 Pensionsminister war und 1936 als 1. Baron Strathcarron, of Banchor in the County of Inverness, in den Adelsstand erhoben und dadurch Mitglied des Oberhauses wurde.
Niall Macpherson selbst begann nach dem Besuch der Edinburgh Academy sowie des renommierten Fettes College ein Studium am Trinity College der University of Oxford, das er 1929 mit einem Bachelor of Arts (B.A.) abschloss. Ein darauf folgendes postgraduales Studium am Trinity College der University of Oxford schloss er 1932 mit einem Master of Arts (M.A.) ab. Wie seine Brüder nahm auch er am Zweiten Weltkrieg teil und diente zuletzt mit dem vorübergehenden Dienstgrad eines Majors (Temporary Major) im Linien-Infanterieregiment Queen’s Own Cameron Highlanders in Madagaskar.

### Unterhausabgeordneter und Regierungsämter
Nach Kriegsende wurde Macpherson bei der Wahl am 5. Juli 1945 für die Conservative Party im Wahlkreis Dumfriesshire erstmals zum Abgeordneten des Unterhauses (House of Commons) gewählt und vertrat diesen Wahlkreis mehr als 18 Jahre lang bis zu seinem Mandatsverzicht am 9. November 1963. Während er bei seiner ersten Wahl mit 16.465 Stimmen (47,4 Prozent) knapp die absolute Mehrheit verfehlte, wurde er bei den darauf folgenden Unterhauswahlen jeweils mit deutlicher absoluter Mehrheit wiedergewählt. In den folgenden Jahren war er zwischen 1945 und 1951 zunächst Parlamentarischer Geschäftsführer (Whip) der oppositionellen Tory-Fraktion im Unterhaus sowie nach dem Wahlsieg der Conservative Party bei der Unterhauswahl vom 25. Oktober 1951 von 1951 bis 1955 Whip der nunmehrigen Regierungsfraktion.
Sein erstes Regierungsamt übernahm Niall Macpherson am 13. Juni 1955 im Kabinett von Premierminister Anthony Eden, und zwar als Gemeinsamer Unterstaatssekretär im Schottland-Ministerium (Joint Under-Secretary for Scotland). Diesen Posten bekleidete er ab dem 10. Januar 1957 auch im Kabinett von Premierminister Harold Macmillan bis zum 28. Oktober 1960 und übernahm im Anschluss von John Rodgers das Amt als Parlamentarischer Sekretär im Handelsministerium (Parliamentary Secretary to the Board of Trade), das er bis zu seiner Ablösung durch David Price am 17. Juli 1962 innehatte. Er selbst hatte bereits einen Tag zuvor am 16. Juli 1962 John Boyd-Carpenter als Minister für Pensionen und Nationalversicherung (Minister of Pensions and National Insurance) abgelöst und behielt das Ministeramt bis zum Ende von Macmillans Amtszeit am 13. Oktober 1963. In dieser Funktion wurde er am 17. Juli 1962 auch zum Mitglied des Geheimen Kronrates (Privy Council) ernannt.

### Oberhausmitglied
In der Regierung von Premierminister Alec Douglas-Home fungierte Macpherson im Anschluss vom 23. Oktober 1963 bis zum 16. Oktober 1964 als Staatsminister im Handelsministerium (Minister of State for Trade). Am Tage seines Ausscheidens aus dem Unterhaus wurde er durch ein Letters Patent am 9. November 1963 als 1. Baron Drumalbyn, of Whitesands, in the County of Dumfries, in den Adelsstand der Peerage of the United Kingdom erhoben und war dadurch bis zu seinem Tode am 11. Oktober 1987 Mitglied des Oberhauses (House of Lords).
Nach dem Wahlsieg der Conservative Party bei der Wahl am 18. Juni 1970 übernahm Baron Drumalbyn im Kabinett von Premierminister Edward Heath vom 15. Oktober 1970 bis zu seiner Ablösung durch Morys Bruce, 4. Baron Aberdare am 8. Januar 1974 den Posten eines Ministers ohne Geschäftsbereich (Minister without Portfolio). Einen Tag nach dem Ausscheiden aus dem Kabinett wurde er am 9. Januar 1974 zum Knight Commander des Order of the British Empire geschlagen.

### Ehen und Nachkommen
Niall Malcolm Stewart Macpherson war zwei Mal verheiratet. Aus seiner ersten am 27. Juli 1937 geschlossenen Ehe mit Margaret Phyllis Runge, eine Tochter von Julius Joseph Runge und dessen Ehefrau Norah Cecil Hasluck, die zwischen 1931 und 1935 Unterhausabgeordnete war. Aus seiner Ehe gingen die drei Töchter Jean Stewart Macpherson, Mary Stewart Macpherson sowie Helen Norah Stewart Macpherson hervor. Die älteste Tochter Jean Stewart Macpherson war mit Vizeadmiral James Weatherall verheiratet, der unter anderem zwischen 1989 und 1991 stellvertretender Oberkommandierender der Alliierten NATO-Streitkräfte Atlantik SACLANT (Deputy Supreme Allied Commander Atlantic) sowie von 1992 bis 2001 als Marshal of the Diplomatic Corps eine führende Funktion im Königlichen Haushalt (Royal Household) einnahm. Nach dem Tode seiner ersten Frau am 13. August 1979 heiratete Baron Drumalbyn 1985 in zweiter Ehe Henrietta Macpherson, wobei diese Ehe kinderlos blieb. Da er somit ohne männlichen Nachkommen verstarb, erlosch mit seinem Tode am 11. Oktober 1987 der Titel des Baron Drumalbyn, of Whitesands, in the County of Dumfries.